# Онвард (Индијана)
Онвард (енгл. Onward) град је у америчкој савезној држави Индијана.

## Демографија
По попису из 2010. године број становника је 100, што је 19 (23,5%) становника више него 2000. године.
| Група             | 2000.      | 2010.      |
| Белци             | 78 (96,3%) | 98 (98,0%) |
| Афроамериканци    | 0 (0,0%)   | 0 (0,0%)   |
| Азијати           | 3 (3,7%)   | 2 (2,0%)   |
| Хиспаноамериканци | 0 (0,0%)   | 0 (0,0%)   |
| Укупно            | 81         | 100        |